# 32 (số)
32 (ba mươi hai), là một số tự nhiên ngay sau 31 và ngay trước 33.

## Trong toán học
32 là số n nhỏ nhất với đúng 7 nghiệm cho phương trình φ(x) = n. Nó cũng là tổng của hàm phi Euler cho mười số nguyên đầu tiên.
32 = 25.
32 cũng là một số Leyland vì 24 + 42 = 32. 
32 là số may mắn thứ chín. 
32 = (1x2)+(1x2x3)+(1x2x3x4)
32 = (1x4)+(2x5)+(3x6)
32 = 11 + 22 + 33

## Trong khoa học
- Thuộc số nguyên tử của Germani
- Là điểm đóng băng của nước ở áp suất khí quyển tiêu chuẩn theo độ Fahrenheit.

## Trong thể thao
- Trong cờ vua, tổng số ô màu đen, ô màu trắng trên bàn cờ và tổng số quân cờ (đen và trắng) khi bắt đầu trò chơi.
- Trong bóng đá:
  - Vòng chung kết FIFA World Cup có sự góp mặt của 32 đội tuyển quốc gia nam từ năm 1998 đến năm 2022, sau đó sẽ mở rộng lên 48.
  - Vòng chung kết FIFA World Cup nữ sẽ có sự góp mặt của 32 đội tuyển quốc gia từ năm 2023.
  - Quả bóng đá thường được làm bằng 32 tấm da hoặc vật liệu tổng hợp.

## Trong các lĩnh vực khác
Ba mươi hai cũng có thể là:
- Số răng của một bộ răng đầy đủ ở người trưởng thành, bao gồm răng khôn.
- Kích thước, tính bằng bit, của một số kiểu dữ liệu số nguyên nhất định, được sử dụng trong biểu diễn số trên máy tính.
- IPv4 sử dụng địa chỉ 32-bit (4-byte)
- Mã ASCII và Unicode cho khoảng trắng
- Mã điện thoại quốc tế đến Bỉ.